# Federazione Italiana Rugby
La Federazione Italiana Rugby, conosciuta anche con l'acronimo FIR, è l'organismo di governo del rugby a 15 e del rugby a 7 in Italia.
Istituita il 28 settembre 1928, fu nel 1934 uno dei membri fondatori della FIRA – Fédération Internationale de Rugby Amateur (oggi Rugby Europe).
Affiliata a World Rugby dal 1987, figura nel Tier 1, il gruppo delle federazioni più importanti del mondo, insieme alle altre cinque del Sei Nazioni e alle quattro del Rugby Championship.
Sotto la giurisdizione della FIR ricadono le rappresentative nazionali seniores a XV maschile e femminile (quest'ultima dal 1991), a VII maschile e femminile, più varie sottocategorie di selezioni a XV (Nazionale A, Under-20, militari, etc.).
Presidente della federazione è Andrea Duodo, eletto il 15 settembre 2024 e successore di Marzio Innocenti, in carica dal 2021.

## Storia

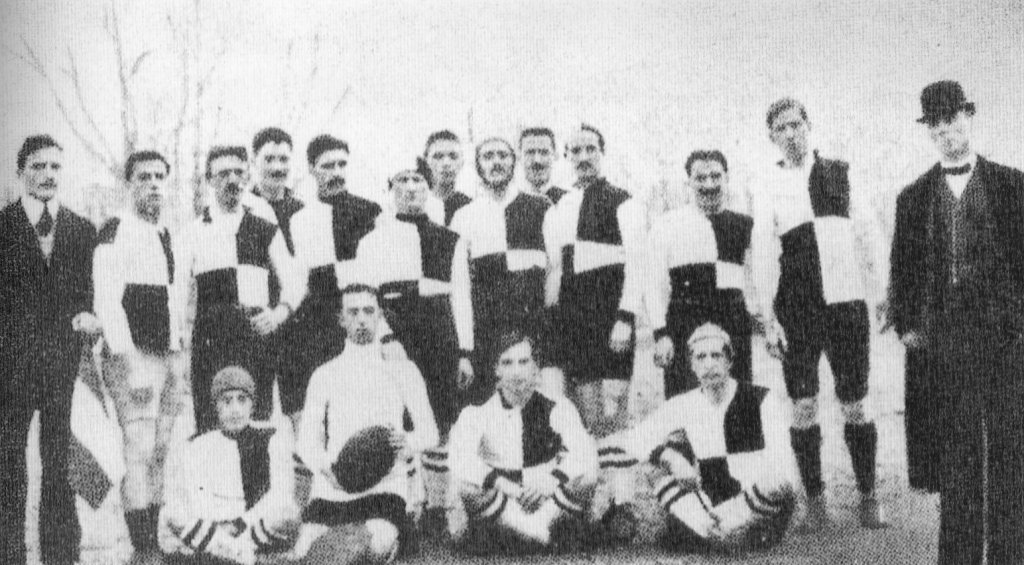
L'U.S. Milanese, prima squadra italiana di rugby. In piedi a sinistra Stefano Bellandi

Il gioco del rugby apparve in Italia nei primi anni del XX secolo e, fino dagli anni dieci, per iniziativa di un appassionato di sport (fu rugbista, calciatore, arbitro e giornalista sportivo), l'economo del teatro alla Scala di Milano Stefano Bellandi, esisteva un'estemporanea squadra che tutte le domeniche si riuniva per giocare sul campo sportivo dell'Unione Sportiva Milanese vicino all'attuale piazzale Maciachini; complice anche la crescente pubblicità venuta dalla stampa, nell'estate del 1927 il movimento conobbe un'improvvisa esplosione, con giocatori che accorsero da altri club sportivi per praticare il nuovo sport.
Poco dopo, sempre per iniziativa di Bellandi, i milanesi ebbero notizia che «Si è costituito in Milano un Comitato Nazionale di Propaganda del Giuoco della Palla Ovale (Rugby) alle dirette dipendenze del CONI […] Il comitato rende noto, che per ora il solo centro di istruzione e propaganda è lo Sport Club Italia […] Per informazioni rivolgersi al sig. Bellandi, via Filodrammatici 2, Milano».
Per promuovere a livello nazionale il movimento che aveva appena ricevuto il riconoscimento ufficiale del Comitato Olimpico, Bellandi interpellò un giornalista francese, Henry Desgrange, direttore di una testata parigina, il quale demandò a uno dei suoi collaboratori, tale Gaston Bénac, allenatore di rugby, il compito di trovare una soluzione: questi ebbe l'idea di organizzare due incontri in Italia tra una selezione francese e una italiana.
Il primo incontro si tenne il 1º novembre 1927 al Velodromo di Bologna, e la squadra francese vinse 27-18; l'indomani le stesse due selezioni si incontrarono al Velodromo Sempione di Milano (sulle cui ceneri fu ricostruito nel 1935 il Vigorelli) e furono sempre i francesi a prevalere, per 46-35. Altri incontri tra selezioni italiane e transalpine si tennero nei mesi successivi: sotto il periodo natalizio una squadra di Parigi fu invitata a disputare incontri a Milano, Torino e Brescia, mentre nella primavera successiva, a marzo del 1928, fu una selezione milanese a recarsi in Francia, al Parco dei Principi di Parigi.
All'inizio dell'estate anche la Capitale mostrò interesse alla nuova disciplina e la neocostituita Lazio Rugby (fondata nel 1927 come sezione rugbistica della Società Sportiva Lazio)  incontrò allo Stadio Nazionale del PNF un XV bresciano noto come “Leonessa d'Italia”, sconfiggendolo per 17-0.

### La nascita della Federazione
Nel luglio 1928 sedici club, espressione di Milano, Torino, Udine, Padova, Bologna, Roma e Napoli, chiesero formalmente al CONI di riunirsi in associazione; il comitato olimpico approvò la richiesta e il 28 settembre successivo, a Roma, fu ufficialmente costituita la FIR - Federazione Italiana Rugby, il cui primo presidente fu Giorgio Vaccaro e la cui sede fu fissata in via Frattina 89, non distante da Piazza di Spagna.
Nel 1929 nacque la Nazionale, che debuttò ufficialmente il 20 maggio a Barcellona, contro l'altrettanto esordiente Spagna.
Dello stesso anno fu anche l'organizzazione del primo campionato nazionale che fu vinto dall'Ambrosiana di Milano sulla Lazio.
Tuttavia, già dopo neppure un anno di attività, il 19 ottobre 1929, la FIR fu sciolta dal CONI, che assunse la gestione diretta, almeno inizialmente, del campionato 1929-30.
Circa tale incidente esistono due teorie, peraltro non necessariamente mutualmente escludentesi: una fu che a spingere per l'eliminazione della federazione furono alcuni giocatori della Lazio, che fecero pressione su Vaccaro il quale, oltre a essere presidente federale, era anche presidente della società romana; un'altra vuole che il regime fascista, avverso ai fenomeni culturali di origine anglosassone, osteggiasse pesantemente il rugby in quanto proveniente dall'Inghilterra.
Una parziale conferma di quest'ultima supposizione potrebbe essere il tentativo, da parte del CONI, di introdurre la pratica di un nuovo sport chiamato volata che riprendeva parzialmente le regole da calcio e pallacanestro, ma che non ebbe seguito.
Comunque, nonostante la soppressione della Federazione, la pratica del rugby non fu abbandonata: il CONI aveva demandato a un direttorio rugbistico appositamente creato in seno alla Federazione Italiana Giuoco Calcio il compito di organizzare la disciplina nel Paese, ma alla fine del 1932 dovette ripristinare la federazione, anche se ne italianizzò il nome in Federazione Italiana della Palla Ovale (F.I.P.O.), nome riportato un anno più tardi al quasi originale Federazione Italiana Rugbi.

### Attività internazionale
La Federazione italiana, comunque, così come molte altre non anglosassoni, rimase fuori dall'International Rugby Football Board (IRFB) e si fece capofila, insieme alla Fédération française de rugby e alla Deutscher Rugby-Verband, della creazione di un organismo internazionale alternativo: per iniziativa di tali associazioni nacque quindi a Parigi, il 2 gennaio 1934, la Fédération Internationale de Rugby Amateur o FIRA (oggi Rugby Europe), che vide tra i membri fondatori anche Belgio, Catalogna, Paesi Bassi, Portogallo e Romania.
Tra i primi atti della nuova federazione internazionale, l'istituzione del Torneo FIRA, poi Coppa delle Nazioni (oggi Campionati internazionali Rugby Europe), cui la FIR iscrisse la Nazionale italiana fin dalla prima edizione, e a cui fu presente fino al 1997, quando il torneo fu modificato e riservato alle federazioni europee di seconda fascia.

### Il dopoguerra
Nel dopoguerra fu riacquistato il nome originale di Federazione Italiana Rugby e nel quarto di secolo successivo il rugby internazionale italiano continuò a misurarsi con le compagini europee nella Coppa delle Nazioni; rimanevano preclusi gli incontri con le Nazioni dell'IRFB; quindi, per favorire la crescita della disciplina tramite il confronto con altre realtà, la FIR iniziò a organizzare tour della Nazionale.
Il primo fu nel 1970 in Madagascar, con 2 test match su 2 vinti; poi l'importante tour in Africa Meridionale del 1973, che comprese 8 incontri in Sudafrica, di cui 1 vinto, e un test match contro la Rhodesia (oggi Zimbabwe), perso, e quello in Inghilterra del 1974, senza test match (3 sconfitte).
Capitano di tutti e tre i citati tour fu Marco Bollesan, in seguito anche allenatore della Nazionale.
Il 14 luglio 1984 fu eletto alla presidenza Maurizio Mondelli, sotto la cui gestione la FIR divenne membro dell'International Rugby Board e della quale fu il primo consigliere italiano; in qualità di membro del comitato esecutivo del CONI, inoltre, Mondelli riuscì a far giungere alla FIR una discreta dotazione di fondi per accompagnarla nel passaggio al professionismo, entrato ufficialmente nella disciplina nel 1995.
Mondelli era anche presidente quando la squadra italiana che prese parte alla Coppa del Mondo di rugby.
Il 19 gennaio 1991 la FIR prese ufficialmente in gestione anche il rugby a 15 femminile, che in Italia era già praticato a livello ufficiale dalla stagione 1984-85 sotto la giurisdizione dell'Unione Italiana Sport Popolare, che organizzò da allora un campionato e che aveva schierato nel giugno 1985 la prima formazione italiana, quarta squadra internazionale in assoluto a debuttare dopo Francia, Paesi Bassi e Svezia.

### L'epoca del professionismo
Dal 1996, con l'avvento della presidenza Dondi (ex rugbista di Parma e Fiamme Oro), la FIR costruì le premesse per l'ammissione nel rugby d'élite: già un anno prima, nel 1995, l'Italia aveva vinto il suo primo test match contro una squadra del Cinque Nazioni (l'Irlanda); nel 1997, sconfisse per la prima volta la Francia (in occasione della finale di Coppa FIRA 1995-97 per 40-32 a Grenoble), laureandosi campione d'Europa.
Ciò costituì il biglietto da visita per chiedere alle cinque storiche federazioni del Cinque Nazioni (la Francia più le quattro britanniche) l'ammissione al loro torneo, la quale venne accordata a partire dal 2000.
Nella partita inaugurale della prima edizione del Sei Nazioni, allo Stadio Flaminio di Roma, l'Italia sconfisse la Scozia.
A livello interno, invece, la FIR gestisce direttamente i campionati nazionali, al cui vertice figura la Serie A Élite, che esprime la squadra campione d'Italia; inoltre due compagini italiane, il Benetton di Treviso e le Zebre di Parma, disputano il campionato interconfederale United Rugby Championship insieme ad altre squadre di vertice gallesi, irlandesi, scozzesi, e, dal 2017 sudafricane, e rappresentano la FIR nei massimi tornei continentali per club, la Champions Cup, e la Challenge Cup.
Per quanto riguarda le attività delle altre selezioni, la FIR gestisce anche la Nazionale femminile, le selezioni rugbistiche a VII maschili e femminili, nonché quelle a XV giovanili, e le relative Nazionali di categoria partecipano a tutti i campionati organizzati da World Rugby (il nuovo nome dell'IRFB dal 2014).
La nazionale femminile a XV disputa dal 2007 il Sei Nazioni di categoria nel quale vanta, come miglior risultato, il secondo posto assoluto nel 2019 con tre vittorie, un pareggio e una sconfitta contro le campionesse dell'Inghilterra.
L'Italdonne partecipa inoltre alla Coppa del Mondo femminile fin dalla sua istituzione nel 1991 e si è qualificata a cinque edizioni complessivamente, la più recente nel 2022 con il raggiungimento dei quarti di finale.
Il 1º maggio 2008 Giancarlo Dondi entrò nel comitato esecutivo di World Rugby.
Il 29 maggio 2010 fu eletta nel Consiglio Federale della FIR la prima donna, la rugbista della Red & Blu Roma Sara Pettinelli, subentrata a Carlo Checchinato.
Nelle elezioni federali del 15 settembre 2012 Dondi non si ricandidò e gli succedette l'imprenditore bresciano Alfredo Gavazzi, già giocatore e presidente del Rugby Calvisano; Dondi, nel corso della stessa elezione, fu nominato presidente onorario.
Nel 2016 Gavazzi fu riconfermato presidente federale per il successivo quadriennio con circa il 55% dei voti, superando di 10 punti il candidato sfidante, l'ex rugbista Marzio Innocenti.
A ricoprire la carica di vicepresidente fu designato il consigliere eletto, ed anch'egli ex giocatore, Salvatore Perugini, che il 15 aprile 2019 ha rimesso l'incarico.
Nelle elezioni per il quadriennio 2020-24, rinviate per via della pandemia di COVID-19 al 13 marzo 2021, Marzio Innocenti sconfisse Gavazzi al secondo tentativo, aggiudicandosi la presidenza con il 56% dei voti dei delegati e divenendo così il ventunesimo presidente della F.I.R..
Sotto la presidenza Innocenti l'Italia maschile, affidata dapprima al CT neozelandese Kieran Crowley e, a seguire, all'argentino Gonzalo Quesada, ha raggiunto risultati di rilievo quale la prima vittoria esterna (nel Sei Nazioni 2022) a casa del Galles dopo 36 sconfitte consecutive nel torneo, la prima vittoria di sempre sull'Australia e il quinto posto nel Sei Nazioni 2024 con due sconfitte, altrettante vittorie e un pareggio e tre risultati utili consecutivi con ingresso nel Top 10 del ranking World Rugby, salendo dal quattordicesimo posto di un anno prima all'ottavo.
Alle elezioni federali del 15 settembre 2024 tenutesi a Bologna il candidato Andrea Duodo è stato eletto in prima votazione con il 55,92% dei voti contro il 41,69% del presidente uscente Marzio Innocenti, divenendo così il 22º presidente federale.
La FIR figura, come membro a pieno titolo, nel consiglio di World Rugby con tre rappresentanti con diritto di voto.

## Organigramma
La FIR è guidata da un consiglio federale composto da undici membri incluso il presidente.
I dieci consiglieri sono eletti in rappresentanza di associazioni e club tesserati (7), dei giocatori (2) e dei tecnici (1).
Il consiglio federale per il quadriennio olimpico 2024-28 è così composto:
Presidente
Andrea Duodo
Consiglieri
- In quota società:
Gabriele Gargano, Antonella Gualandri, Antonio Luisi, Fulvio Lorigiola, Erika Morri, Vittorio Musso, Paolo Vaccari
- In quota giocatori:
Leonardo Ghiraldini, Silvia Pizzati
- In quota tecnici:
Carlo Orlandi